# Dawoud Bey
Dawoud Bey (* 1953) je americký fotograf a lektor známý svými velkoformátovými uměleckými fotografiemi a pouliční fotografií, především portréty amerických adolescentů ve své komunitě a dalšími často marginalizovanými subjekty. V roce 2017 získal ocenění „Genius Grant“ od Nadace Johna D. a Catherine T. MacArthurových. Je profesorem na Columbia College v Chicagu.

## Život a dílo
Narodil se jako David Edward Smikle v newyorské Jamajce v Queensu a na počátku 70. let si změnil své jméno na Dawoud Bey. Promoval na střední škole Benjamina N. Cardoza. Studoval na School of Visual Arts v New Yorku od 1977–78, absolvoval s titulem bakalář umění v oboru fotografie na Empire State College v roce 1990 a titul magistr umění získal na Yale University School of Art v roce 1993. V průběhu své kariéry se Bey zúčastnil více než 20 uměleckých rezidencí, které mu umožnily pracovat přímo s dospívajícími předměty jeho nejnovější práce.
Dawoud Bey, produkt šedesátých let, uvedl, že on i jeho práce jsou produktem postoje, „pokud nejste součástí řešení, jste součástí problému.“ Tato filosofie významně ovlivnila jeho uměleckou praxi a vyústila ve způsob práce, jak v komunitě, tak ve spolupráci. Nejstarší fotografie Beyho ve stylu pouliční fotografie se vyvinuly v klíčový pětiletý projekt dokumentující každodenní život a lidi z Harlemu v Harlemu v USA (1975–1979), který byl vystaven v ateliéru Studio v Harlemu v roce 1979. V roce 2012 provedl Art Institute of Chicago první kompletní představení fotografií „Harlem, USA“ od této původní výstavy a do původní skupiny dvaceti pěti tiskových výtisků přidal několik dosud nikdy tištěných fotografií. Kompletní skupina fotografií byla v té době získána AIC.
V průběhu času Bey dokazuje, že rozvíjí pouto se svými poddanými a je političtější. V článku „Vystavuje nás výzva, abychom se neohlédli Fotografové se zaměřili na bolest, realitu ve městě“ od Carolyn Cohen z Bostonu Globe, text podle Beyho Decaravy označuje Beyovu práci za „určitou politickou výhodu“. Píše více o estetice Beysovy práce a o tom, jak je spojena s dokumentární fotografií a jak jeho práce ukazuje empatii pro jeho předměty. Tento článek také zmiňuje Beyho o vystavování jeho práce v Walker Art Center, kde Kelly Jones znovu identifikuje sílu své práce a jeho vztah k jeho subjektům.
O své práci s teenagery Bey řekl: „Můj zájem o mladé lidi souvisí s faktem, že jsou arbitry stylu v komunitě; jejich vzhled hovoří nejsilněji o tom, jak se komunita lidí definuje v určitém historickém okamžiku.. “ Během pobytu v Addison Gallery of American Art v roce 1992 začal Bey fotografovat studenty z různých středních škol a to jak z veřejného, tak ze soukromého sektoru, ve snaze „zasáhnout napříč předpokládanými rozdíly“ mezi studenty a komunitami. Tento nový směr ve své práci vedl Beyho na dalších patnáct let, včetně dvou dalších rezidencí v Addisonu, velkého počtu podobných projektů po celé zemi a vyvrcholil významnou výstavou roku 2007 a publikací portrétů teenagerů organizovaných společností Aperture a nazvaných Class Pictures. Vedle každé fotografie v Class Pictures je osobní prohlášení každého portrétovaného. Tato bohatá kombinace obrazu a textu rozšiřuje představu o fotografickém portrétu a dále vytváří portréty, z nichž každý je neuvěřitelně silný v jeho sloučení, někdy překvapivý, znepokojující a srdeční. V roce 2018 jeho projekt Night Coming Tenderly, Black, sestává z řady fotografií evokujících imaginární zážitek uniklých otroků pohybujících se na sever podél podzemní železnice.
V současné době žije v Chicagu, Illinois Bey je profesorem umění a Distinguished College Artist na Columbia College Chicago a je zastoupena Mary Boone Gallery (NYC), Rena Bransten Gallery (San Francisco) a Stephen Daiter Gallery (Chicago).

## Ocenění a výstavy
Bey byl v roce 1983 příjemcem uměleckého stipendia v Creative Artists Public Service (CAPS), New York, uměleckého stipendia z New York Foundation for the Arts v roce 1986, regionálního společenství v roce 1991 jako Národní nadace pro umění a stipendium Nadace Johna Simona Guggenheima v roce 2002. Vystavoval na několika samostatných a skupinových výstavách včetně Dawoud Bey: Portréty 1975–1995 v Walker Art Center v roce 1995, Dawoud Bey v Queensově muzeu umění v roce 1998, Dawoud Bey: Chicago projekt v David and Alfred Smart Museum of Art v roce 2003, Dawoud Bey: Detroit Portréty na Detroit Institute of Arts v roce 2004, a Class Pictures, organizované Aperture Foundation a na pohled zpočátku v Addison Gallery of American Art v roce 2007, a poté turné muzea v celé zemi po dobu čtyř let, včetně muzea současného umění Houston, Indianapolis Museum of Art a Milwaukee Art Museum a řady dalších. Jeho práce “Birmingham projekt” připomíná šest mladých Afroameričanů zabitých v Birminghamu, AL 15. září 1963. Výstava byla zahájena v muzeu umění v Birminghamu v září 2013, padesát let po tragickém dni. Výstava byla zahájena v domě George Eastmana, Mezinárodním muzeu fotografie a filmu v roce 2016. Na začátku roku 2019 zahájil umělecký institut v Chicagu výstavu nazvanou „Dawoud Bey: Noční přicházející něžně, černá“, skládající se z dvaceti pěti černobílých fotografií, které byly zachyceny po podzemní dráze v Clevelandu a Hudsonu v Ohiu. Výstava bude vystavena v budově Modern Wing v muzeu od 11. do 14. dubna 2019. Bey je držitelem ceny Infinity 2019 od Mezinárodního centra fotografie.

## Knihy
- Dawoud Bey: Seeing Deeply, texty: Sarah Lewis, Deborah Willis, David Travis, Hilton Als, Jacqueline Terrassa, Rebecca Walker, Maurice Berger a Leigh Raiford (Austin: University of Texas Press, 2018)
- „Dawoud Bey: The Birmingham Project“, text: Ron Platt (Birmingham Museum of Art, 2012)
- „Dawoud Bey: Picturing People“, text: Arthur Danto, rozhovor: Hamza Walker (Chicago: Renaissance Society at the University of Chicago, 2012)
- „Harlem, U.S.A“, texty: Matthew Witkovsky a Sharifa Rhodes-Pitt (Chicago: Art Institute of Chicago a Yale University Press, 2012)
- Class Pictures: Photographs by Dawoud Bey, text: Taro Nettleton, rozhovor: Carrie Mae Weems (New York: Aperture, 2007).
- Dawoud Bey: The Chicago Project, texty: Jacqueline Terrassa a Stephanie Smith (Chicago: Smart Museum of Art, 2003).
- Dawoud Bey: Portraits 1975–1995, text: Kellie Jones, společně s A. D. Colemanem a Jessicou Hagedornovou, fotografie (Minneapolis: Walker Art Center, 1995).